# Łódzkie Studia Teologiczne
Łódzkie Studia Teologiczne – czasopismo naukowe działające przy Wyższym Seminarium Duchownym w Łodzi, wydawane w formie tomów od 1992 przez tamtejszą kurię. Redaktorami naczelnymi poszczególnych serii są kolejni rektorzy łódzkiego WSD: biskup Adam Lepa (1991–1993), ks. Ireneusz Pękalski (1993–2000), ks. Janusz Lewandowicz (2000–2013), ks. Marek Marczak (2013–2015), ks. Jarosław Pater (2015–2018) oraz ks. Sławomir Sosnowski (od 2018).

## Kolegium redakcyjne[2]
- ks. dr Sławomir Sosnowski, rektor Wyższego Seminarium Duchownego w Łodzi – przewodniczący

- ks.  dr hab. Rafał Leśniczak, prof. UKSW (Uniwersytet Kardynała Stefana Wyszyńskiego w Warszawie, Wyższe Seminarium Duchowne w Łodzi) – wiceprzewodniczący i sekretarz
- ks. dr Waldemar Bartocha (Uniwersytet Kardynała Stefana Wyszyńskiego w Warszawie) – redaktor
- ks. dr Karol Litawa (Uniwersytet Papieski Jana Pawła II w Krakowie, Wyższe Seminarium Duchowne w Łodzi) – redaktor

- ks. dr hab. Jan Wolski (Wyższe Seminarium Duchowne w Łodzi)
- ks. prof. dr hab. Andrzej Perzyński (Uniwersytet Kardynała Stefana Wyszyńskiego w Warszawie)
- ks. prof. dr hab. Grzegorz Leszczyński (Uniwersytet Łódzki)
- dr Krzysztof Kamiński (Akademia Humanistyczno-Ekonomiczna w Łodzi)
- ks. dr hab. Waldemar Gliński, prof. UKSW (Uniwersytet Kardynała Stefana Wyszyńskiego w Warszawie)
- ks. dr hab. Mieczysław Różański, prof. UWM (Uniwersytet Warmińsko-Mazurski w Olsztynie)
- ks. dr Arnold Zawadzki (Katolicki Uniwersytet Lubelski Jana Pawła II)
- ks. dr hab. Marek Stępniak (Wyższe Seminarium Duchowne w Łodzi).